# Gabe Newell

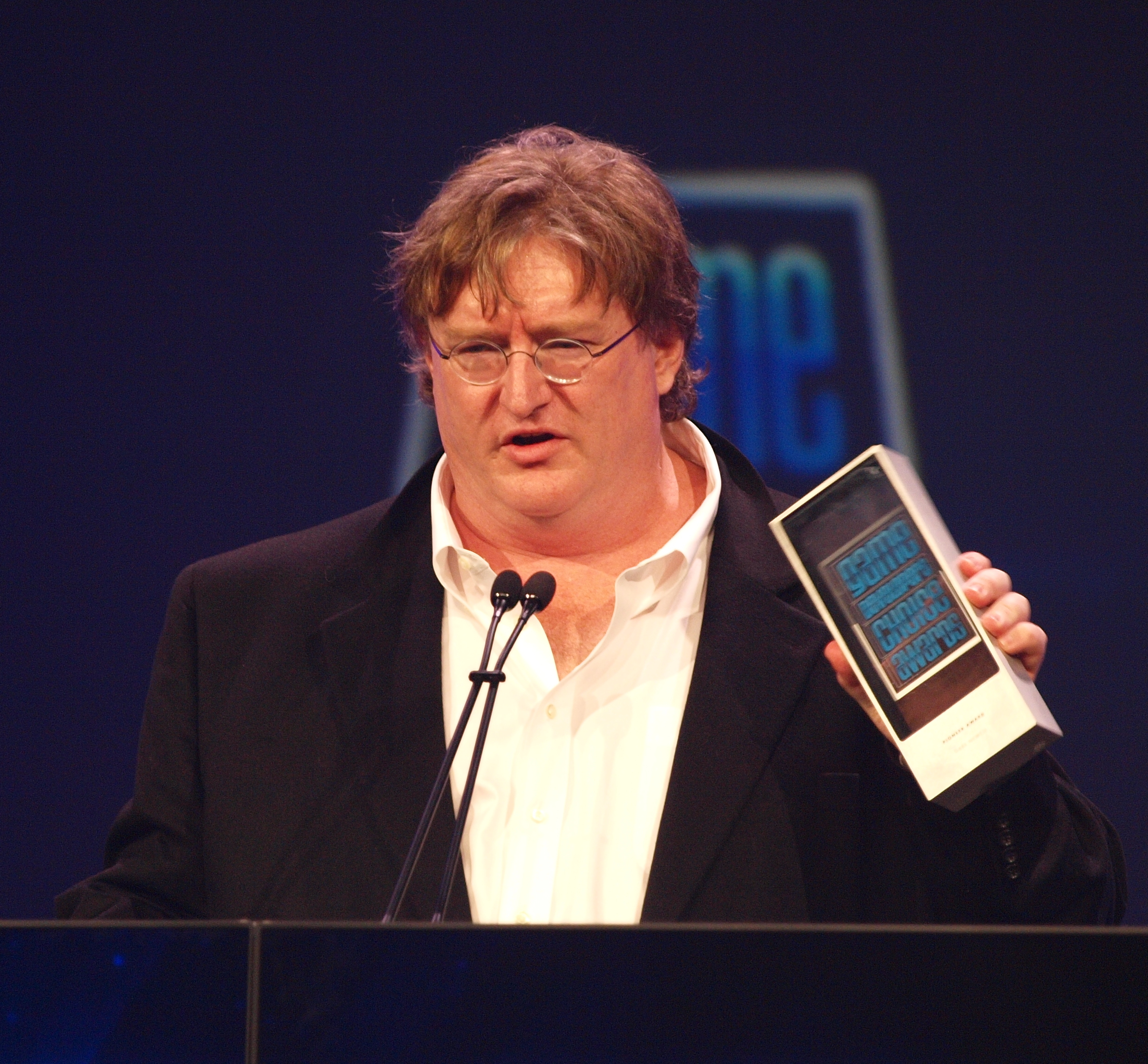
Gabe Newell (2010)

Gabe Logan Newell (* 3. November 1962), Spitzname GabeN, ist ein US-amerikanischer Unternehmer und Spieleentwickler. Er ist Präsident von Valve.

## Werdegang
Ab 1980 besuchte Newell die Harvard University. Nach Abbruch des Studiums 1983 arbeitete er bei Microsoft, dort begann er 1994 die Entwicklung von WinDoom, einer Portierung von Doom für Windows 3.11. Die Entwicklung von WinDoom wurde zu Gunsten von Doom95 eingestellt, welches 1996 veröffentlicht wurde und das erste Spiel für die DirectX-Schnittstelle unter Windows 95 war. 1996 war er Mitgründer des Spieleunternehmens Valve Corporation, dessen President und CEO er heute ist. Sein bekanntestes Werk ist das Computerspiel Half-Life.
Newell hatte während seiner Zeit bei Microsoft eine Vielzahl von Positionen in den Systems-, Applications- und Advanced-Technology-Abteilungen inne. In seiner Verantwortung lag das Programm-Management für die ersten beiden Versionen (1.0 und 2.x) des Betriebssystems Windows, die Gründung von Microsofts Multimediaabteilung und die Anstrengungen, die Firma in die Richtung Information-Highway-PC zu führen.
Die regelmäßig und mehrmals im Jahr stattfindenden Rabattaktionen auf der von Valve entwickelten, weit verbreiteten Vertriebsplattform Steam, bei denen auch aktuelle Titel größerer Publisher stark rabattiert werden, brachten ihm den Spitznamen „Lord Gaben“ ein. Die populären Aktionswochen vor den Ferien veränderten das Kaufverhalten der Spieler nachhaltig.
Mit einem geschätzten Vermögen von 4,1 Milliarden Dollar belegt er Platz 810 in der 2016 veröffentlichten Liste der Zeitschrift Forbes. Die Zeitschrift zählt Newell 2010 auch zu den Names You Need to Know.

## Ansichten
Für die Organisation seiner Firma Valve hat Newell seine Ansichten zu Zusammenarbeit zwischen Mitarbeitern implementiert – die Hierarchie der Firma ist „radikal flach“, d. h. es gibt außer Gabe Newell, der als CEO agiert, keine Führungskräfte, und alle Entscheidungen werden im Konsens durch Teams gebildet.
Newell wetterte bis Mitte 2010 regelmäßig scharf gegen die PlayStation 3 (Portierungen von Valve-Spielen für die Konsole stammen von Electronic Arts und nicht von Valve). Valve entwickelt nur für PC (Windows, Mac und Linux) und in der Vergangenheit teils für die Xbox 360. Sony warf er vor, die Interessen der Computerspieler und Entwickler völlig aus den Augen verloren zu haben. Er empfahl unter anderem das Einstampfen und völliges Neudesign der Konsole. Auf der Computer-Unterhaltungs-Messe E3 im Jahr 2010 jedoch trat er auf der Sony-Pressekonferenz auf die Bühne und entschuldigte sich für seine früheren Äußerungen. Darüber hinaus lobte er die offene Architektur des PlayStation Network, weil dies, im Gegensatz zum geschlossenen und abgeschotteten Xbox Live, die Integration von Steam ermögliche. Gleichzeitig kündigte er das Rätselspiel Portal 2 für die PlayStation 3 an – mit dem Hinweis, dass dies (durch die Steam-Integration) die beste Konsolenversion dieses Spieles würde.
Windows 8 steht er nicht zuletzt wegen des von Microsoft integrierten Windows Stores sehr kritisch gegenüber, weshalb er ankündigte, sein Augenmerk verstärkt auf Linux zu richten.
Die Wii sieht er sehr positiv und mag „generell Nintendos Vorgehensweise“.
Digital Rights Management (DRM) steht Newell kritisch gegenüber. Ein Hersteller solle einen Mehrwert an Service bieten und nicht mehr Restriktionen. Andererseits veröffentlichte seine Firma Valve mit Steam das erste internetbasierte DRM-System für Spiele, das bereits einige Restriktionen mit sich brachte (z. B. dass Käufer reine Steam-Spiele nicht weiterverkaufen können, wenn sie bereits bei Steam registriert wurden).

## Kritik
Gabe Newells öffentliches Image als Good Guy Valve steht in der Kritik, eine PR-Kreation zu sein, die gezielt die problematischen Geschäftspraktiken seiner Firma Valve überdeckt. So schrieb Tim Colwill in Polygon:

“This, then, is Good Guy Valve – a corporation which employs precision-engineered psychological tools to trick people into giving them money in exchange for goods they don't legally own and may never actually use while profiting from a whole lot of unpaid labor and speculative work … but isn't ‘evil’.”

„Das also ist Good Guy Valve – eine Firma, die präzisionsgefertigte psychologische Werkzeuge einsetzt, um Leute auszutricksen, damit sie ihr Geld im Austausch für Waren geben, die diese Leute rechtlich nicht besitzen und möglicherweise auch nie benutzen werden, während die Firma von einem Haufen unbezahlter Arbeitskräfte und Arbeit ohne definierte Beschäftigungsverhältnisse profitiert … aber nicht ‚böse‘ ist.“

## Trivia
- Gabe Newell hat mehrere The-International-Turniere mit einer Ansprache eröffnet.[14]
- Kommentatoren von Dota 2 bezeichnen sarkastisch bestimmte Glücksmomente als „Gabens Wille“.
- Gabe Newell hat mehrere Voice Lines in Dota 2 eingesprochen.